# Bambi Meets Godzilla
Bambi Meets Godzilla is een korte Amerikaanse tekenfilm uit 1969. De film werd geschreven, geregisseerd en geproduceerd door Marv Newland.
Hoewel de film slechts twee minuten duurt, wordt hij door animatiefans gezien als een klassieker, niet alleen door de titel, maar ook door de clou die eigenlijk direct na de begintitels komt.
Newland maakte de hele film zelf voor erg weinig geld. Men beschouwt de film als een van de eerste pogingen tot onafhankelijke animatie, dus geheel gemaakt buiten het studiosysteem van Hollywood.